# Marco Bizzarri
Marco Bizzarri (Carpi, 4 marzo 1967) è un allenatore di calcio ed ex calciatore italiano, di ruolo portiere, preparatore dei portieri del Sassuolo.

## Carriera

### Giocatore
Dopo una stagione da terzo portiere al Verona fresco campione d'Italia, Bizzarri passa in Serie C1 alla Centese con cui colleziona 9 presenze in un totale di tre anni. Poi una parentesi al Crevalcore in Interregionale, la Serie D dell'epoca. Nel 1990 torna in C1 con la Carrarese restandovi per un biennio, nonostante la retrocessione al termine del primo anno.
Nel 1992 arriva il passaggio all'Ascoli: con il club del presidente Costantino Rozzi, Bizzarri disputa complessivamente 75 presenze in Serie B. Nel 1995 rimane nella serie cadetta dividendosi lo spazio alla Pistoiese con l'altro portiere Emiliano Betti. Scende in C2 nel 1996 con i due anni al Catanzaro, seguiti da un anno al Sassuolo sempre nella stessa categoria.
Nell'estate del 1999 si trasferisce al Rimini, squadra di cui difende la porta nei successivi cinque campionati, conquistando nel frattempo un'agognata promozione in C1 nel giugno 2003. Si ritira dal calcio giocato al termine della Serie C1 2003-2004, competizione che Bizzarri aveva iniziato da titolare nelle prime giornate, per poi lasciare spazio a Gabriele Aldegani nel corso dell'annata.

### Allenatore
Dopo tre anni come allenatore dei portieri delle giovanili del Parma e una breve esperienza nel medesimo ruolo in prima squadra al Lugano durante la gestione tecnica di Alessandro Pane, nel 2013 Bizzarri diventa preparatore dei portieri del Modena in Serie B, parentesi durata fino al 2016.
Nel luglio del 2016 passa al Benevento allenato da Marco Baroni, con il quale a fine stagione conquista la promozione nella massima serie. Nel dicembre 2018 viene nominato nuovo preparatore dei portieri del Frosinone in contemporanea all'arrivo di Marco Baroni sulla panchina dei gialloblu, impegnati nel campionato di Serie A.
Ad agosto 2020 entra nello staff di Pierpaolo Bisoli come preparatore dei portieri della Cremonese in Serie B, rimanendovi fino all'esonero dello stesso Bisoli avvenuto il successivo gennaio.
Nel febbraio 2022 segue Bisoli al Cosenza, sempre come preparatore dei portieri per poi trasferirsi alla Reggiana. Nel 2025-25 viene annunciato come nuovo preparatore dei portieri del Sassuolo: prende il posto di Paolo Orlandoni, tornato all'Inter.